# Wesley Snipes
Wesley Trent Snipes (n. 31 iulie 1962, Orlando, Florida, SUA) este un actor, producător de film și expert în arte marțiale american, care a apărut în numeroase filme artistice, action, thrillere și drame. Este cel mai cunoscut pentru interpretarea rolului principal în trilogia Blade, bazată pe benzile desenate Marvel.  

## Biografie
Snipes s-a născut în Orlando, Florida, ca fiul lui Marian, o profesoară, și al lui Wesley R. Snipes, un inginer de aeronave. A crescut în Bronx, New York. 
A fost căsătorit cu April Dubois (1985–1990) cu care are un fiu, Jelani Asar Snipes, născut în 1988. Din 2003 până în prezent este căsătorit cu Nikki Park. A avut relații amoroase cu Jada Pinkett Smith, Sanaa Lathan, Halle Berry și Jennifer Lopez. A fost închis pentru că a încercat să înșele Fiscul american, neplătindu-și taxele.

## Filmografie

### Film
| An   | Titlu                                            | Rol                                           | Note                                            |
| ---- | ------------------------------------------------ | --------------------------------------------- | ----------------------------------------------- |
| 1986 | Wildcats                                         | Trumaine                                      |                                                 |
| 1987 | Critical Condition                               | Ambulance Driver                              |                                                 |
| 1987 | Streets of Gold                                  | Roland Jenkins                                |                                                 |
| 1987 | Bad                                              | Mini Max                                      | Film scurt                                      |
| 1989 | Indienii din Cleveland                           | "Willie Mays" Hayes                           |                                                 |
| 1990 | Mo' Better Blues                                 | Shadow Handerson                              |                                                 |
| 1990 | King of New York                                 | Thomas Flanigan                               |                                                 |
| 1991 | New Jack City                                    | Nino Brown                                    | Nominalizare – MTV Movie Award for Best Villain |
| 1991 | Jungle Fever                                     | Flipper "Flip" Purify                         |                                                 |
| 1992 | The Waterdance                                   | Raymond Hill                                  |                                                 |
| 1992 | White Men Can't Jump                             | Sidney "Syd" Deane                            |                                                 |
| 1992 | Passenger 57                                     | John Cutter                                   |                                                 |
| 1993 | Boiling Point                                    | Jimmy Mercer                                  |                                                 |
| 1993 | Rising Sun                                       | Lt. Webster "Web" Smith                       |                                                 |
| 1993 | Demolition Man                                   | Simon Phoenix                                 | Nominalizare – MTV Movie Award for Best Villain |
| 1994 | Sugar Hill                                       | Roemello Skugs                                |                                                 |
| 1994 | Drop Zone                                        | Pete Nessip                                   |                                                 |
| 1995 | To Wong Foo, Thanks for Everything! Julie Newmar | Noxeema Jackson                               |                                                 |
| 1995 | Money Train                                      | John                                          |                                                 |
| 1995 | Waiting to Exhale                                | James Wheeler                                 | Uncredited                                      |
| 1996 | The Fan                                          | Bobby "Bob" Rayburn                           |                                                 |
| 1997 | Murder at 1600                                   | Detective Harlan Regis                        |                                                 |
| 1997 | One Night Stand                                  | Maximilian "Max" Carlyle                      | Volpi Cup for Best Actor – Venice Film Festival |
| 1998 | Jackie Chan: My Story                            | Himself                                       | Documentar                                      |
| 1998 | Futuresport                                      | Obike Fixx                                    | Television film                                 |
| 1998 | U.S. Marshals                                    | Mark J. Sheridan / Mark Warren / Mark Roberts |                                                 |
| 1998 | Blade                                            | Eric Brooks / Blade                           | coreograf de luptă, producător                  |
| 1998 | Down in the Delta                                | Will Sinclair                                 | Producător executiv                             |
| 1998 | Masters of the Martial Arts                      | Himself                                       | Documentar                                      |
| 1999 | Play It to the Bone                              | Ringside Fan #2                               | Cameo                                           |
| 2000 | The Art of War                                   | Neil Shaw                                     |                                                 |
| 2002 | Blade II                                         | Eric Brooks / Blade                           | coreograf de luptă, producător                  |
| 2002 | Liberty Stands Still                             | Joe                                           |                                                 |
| 2002 | ZigZag                                           | David "Dave" Fletcher                         |                                                 |
| 2002 | Fără egal                                        | Monroe "Undisputed" Hutchens                  | Producător                                      |
| 2004 | Unstoppable                                      | Dean Cage                                     |                                                 |
| 2004 | Blade: Trinity                                   | Eric Brooks / Blade                           | Producător                                      |
| 2005 | 7 Seconds                                        | Jack Tulliver                                 | Direct-to-video                                 |
| 2005 | The Marksman                                     | Painter                                       | Direct-to-video                                 |
| 2005 | Chaos                                            | Jason York Scott Curtis Lorenz                | Direct-to-video                                 |
| 2006 | The Detonator                                    | Sonni Griffith                                | Direct-to-video                                 |
| 2006 | Hard Luck                                        | Lucky                                         | Direct-to-video                                 |
| 2007 | The Contractor                                   | James Jackson Dial                            | Direct-to-video                                 |
| 2008 | The Art of War II: Betrayal                      | Neil Shaw                                     | Direct-to-video                                 |
| 2009 | Brooklyn's Finest                                | Casanova "Caz" Phillips                       | Black Reel Award for Best Supporting Actor      |
| 2010 | Game of Death                                    | Agent Marcus Jones                            | Direct-to-video                                 |
| 2012 | Gallowwalkers                                    | Aman                                          | Direct-to-video                                 |
| 2014 | The Expendables 3                                | Doc                                           |                                                 |

### Televisziune
| An   | Titlu                                           | Rol              | Note                                                                  |
| ---- | ----------------------------------------------- | ---------------- | --------------------------------------------------------------------- |
| 1986 | Miami Vice                                      | Silk             | Episodul: "Streetwise"                                                |
| 1987 | Vietnam War Story                               | Young Soldier    | Episodul: "An Old Ghost Walks the Earth"                              |
| 1989 | A Man Called Hawk                               | Nicholas Murdock | Episodul: "Choice of Chance"                                          |
| 1989 | The Days and Nights of Molly Dodd               | Hood             | Episodul: "Here's Why You Should Always Make Your Bed in the Morning" |
| 1990 | H.E.L.P.                                        | Lou Barton       |                                                                       |
| 1996 | America's Dream                                 | George Du Vail   |                                                                       |
| 1997 | Happily Ever After: Fairy Tales for Every Child | The Pied Piper   | Episodul: "The Pied Piper"                                            |
| 2000 | Disappearing Acts                               | Franklin Swift   | Producător                                                            |
| 2003 | The Bernie Mac Show                             | Duke             | Episodul: "Rope-a-Dope"                                               |

### Scenă
| An   | Titlu                | Rol              | Note     |
| ---- | -------------------- | ---------------- | -------- |
| 1986 | Execution of Justice | Sister Boom Boom | Broadway |

## Premii și nominalizări
| Premiu                           | Categorie                                                   | Titlu                | Rezultat     |
| -------------------------------- | ----------------------------------------------------------- | -------------------- | ------------ |
| MTV Movie Awards                 | Best Fight                                                  | Blade                | Nominalizare |
| MTV Movie Awards                 | Best Villain                                                | Demolition Man       | Nominalizare |
| MTV Movie Awards                 | Best Screen Duo                                             | White Men Can't Jump | Nominalizare |
| MTV Movie Awards                 | Best Villain                                                | New Jack City        | Nominalizare |
| MTV Movie Awards                 | Best Kiss                                                   | White Men Can't Jump | Nominalizare |
| Venice Film Festival             | Best Actor (Volpi Cup)                                      | One Night Stand      | Câștigat     |
| Hollywood Walk of Fame           | 7020 Hollywood Blvd                                         | Himself              |              |
| Independent Spirit Awards        | Best Supporting Actor                                       | The Waterdance       | Nominalizare |
| Image Awards                     | Outstanding Lead Actor in a Television Movie or Mini-Series | America's Dream      | Câștigat     |
| Image Awards                     | Outstanding Lead Actor in a Motion Picture                  | New Jack City        | Câștigat     |
| CableACE Awards                  | Best Actor in a Dramatic Series                             | Vietnam War Story    | Câștigat     |
| Blockbuster Entertainment Awards | Favorite Duo – Action/Adventure                             | U.S. Marshals        | Nominalizare |
| Blockbuster Entertainment Awards | Favorite Actor – Horror                                     | Blade                | Câștigat     |
| Black Reel Awards                | Best Actor (Motion Picture)                                 | Undisputed           | Nominalizare |
| Black Reel Awards                | Network/Cable – Best Actor                                  | Disappearing Acts    | Nominalizare |
| WorldFest Houston                | Gold Special Jury Award – Best Actors                       | The Waterdance       | Câștigat     |